# Lucifer Rising
Lucifer Rising é um curta-metragem do cineasta Kenneth Anger. Este filme foi completado em 1972, mas só foi largamente distribuído em 1980.
Kenneth Anger começou as filmagens por volta de 1966, contratando um jovem músico chamado Bobby Beausoleil para interpretar e compor as músicas para a Trilha-sonora. O filme foi abandonado em 1967, pois Kenneth Anger chegou a afirmar que a filmagem havia sido roubada por Bobby Beausoleil. Já Bobby Beausoleil e outras pessoas disseram que Kenneth Anger simplesmente gastou todo o dinheiro do filme. Kenneth Anger acabou usando a filmagem existente para a realização de outro curta-metragem, chamado de Invocation of My Demon Brother.
Mais tarde, Bobby Beausoleil foi acusado de assassinar Gary Hinman, sob as ordens de Charles Manson em 1970. Kenneth Anger recomeçou as filmagens alguns anos depois, quando a cantora britânica Marianne Faithfull apareceu no filme.  Ainda durante a filmagem, Chris Jagger, irmão de Mick Jagger, teve uma briga com Kenneth Anger, o que fez com que as suas cenas fossem extirpadas do filme.
Na prisão, Bobby Beausoleil escreveu e gravou as músicas para o filme.

## Elenco
- Kenneth Anger - O Mago
- Bobby Beausoleil - Ele mesmo
- Donald Cammell - Osiris
- Marianne Faithfull - Lilith
- Myriam Gibril - Isis
- Chris Jagger - Homem na Túnica Amarela

## Trilha-sonora deLucifer Rising

### Lucifer Rising: Álbum de Trilha-Sonora
Lado 1
| N.º | Título      | Compositor(es)   | Duração |  |
| 1.  | "Parte I"   | Bobby Beausoleil | 4:10    |  |
| 2.  | "Parte II"  | Bobby Beausoleil | 5:57    |  |
| 3.  | "Parte III" | Bobby Beausoleil | 5:43    |  |
| 4.  | "Parte IV"  | Bobby Beausoleil | 1:44    |  |

Lado 2
| N.º | Título     | Compositor(es)   | Duração |  |
| 1.  | "Parte V"  | Bobby Beausoleil | 15:44   |  |
| 2.  | "Parte VI" | Bobby Beausoleil | 10:14   |  |

### Produção
- Kenneth Anger - Notas, fotos
- Bobby Beausoleil - Guitarra, contra-baixo, notas, fotos
- Toby Dammit - Direção de arte, design
- Steve Grogan - Guitarra
- Richard Sutton - teclado, piano Rhodes
- Andy Thurston - Bateria
- Tim Wills - Fender Rhodes
- Page Wood - Design
- Michael Moynihan - Notas (Relançamento em 2005)

## Link Externo
- Lucifer Rising. no IMDb.